# Euchlaena albertanensis
Euchlaena albertanensis là một loài bướm đêm trong họ Geometridae.